# Иво Перовић
Иво Перовић (1882 − 1958), хрватски и југословенски политичар. Био је велики жупан сплитске области, помоћник министра унутрашњих дела, а од 1931. године бан Савске бановине и Краљевски намесник малолетног краља Петра II Карађорђевића од 11. октобра 1934. до 27. марта 1941. године. Др Перовић је био масон.

## Биографија
Рођен је је у селу Арбанаси крај Задра 1882. године. Основну и средњу школу завршио је у Задру. Правне науке слушао је у Задру, Прагу и Бечу. Још као ученик истицао се као радник на националном пољу. Нарочито у Задру и околини, где је организовао соколска и друга просветна друштва.
Од 1931. до 1935. био је бан Савске бановине. Након марсељског атентата на краља Александра Карађорђевића, Перовић је именован у трочлано Намесништво у име малолетног краља Петра II, заједно са кнезом Павлом Карађорђевићем и Раденком Станковићем. Власт је у суштини припала Павлу Карађорђевићу, јер су друга двојица намесника сведена на „присутне грађане“. На месту намесника, кнез Павле је остао све до пуча 27. марта 1941. године, када је отишао у изгнанство.
После Другог светског рата, Краљевске намеснике, Иву Перовића и Раденка Станковића, Окружни суд у Београду је осудио 16. августа 1949. године због приласка Краљевине Југославије Тројном пакту. Иво Перовић је осуђен на 11 година затвора, губитак свих грађанских права и конфискацију целокупне имовине.